# Школа Флангиниса
Школа Флангиниса (греч. Φλαγγίνειος Σχολή, итал. Collegio Flanginiano) или Эллиномусион Флангиниса (греч. Ελληνομουσείο Φλαγγίνη — греческое образовательное учреждение действовавшее в Венеции, Италия, с 1664—1665 по 1905 год.
Школа Флангиниса выпустила ряд учителей, внесших значительный вклад в Новогреческое Просвещение 17-го и 18-го веков.

## Предыстория
Греческая община Венеции, ведущая своё начало с византийской эры, стала самой большой иностранной общиной в городе к концу 16-го века, насчитывая в 1591 году 15 000 человек (из 150 тыс. населения города), проживавших в основном в районе Кастелло.
Более того, это была одна из наиболее сильных экономически греческих общин за пределами порабощенных турками греческих земель.

## История
Школа была создана по изъявленному желанию и согласно завещанию Томаса Флангиниса (1578—1648), зажиточного греческого юриста и коммерсанта, проживавшего в Венеции. Флангинис пытался с 1624 года создать учебное учреждение для греков, ученики которого предназначались в основном на высшие православные церковные должности, но его попытки встречали отказ венецианских властей дать разрешение на создание школы. Задолго до своей смерти Флангинис предусмотрел в своём завещании (1644) создание школы и назначил лица, которые должны были быть вовлечены в создание школы и её функционирование. Разрешение было дано в 1662 году.
Проект новой школы был доверен известному венецианскому архитектору Лонгена, Бальдассаре Наконец школа Флагиниса, названная по имени мецената, начала работу в 1664 году, и новые ученики прибывали в нее из различных регионов, населенных греками.
Согласно первоначальному уставу, школа приняла 12 учеников. Четырьмя годами позже число принимаемых учеников было увеличено до 14 благодаря завещанию киприота Сакриса. Стипендии предоставлялись для учеников 12-16 лет, для 6-летней учёбы.
Преподавательский состав включал в себя известных греческих учёных и представителей современного греческого просвещения, таких как Коридаллеус, Теофилос,
Евгений (Булгарис),
Халкеус, Иоаннис
и Иоаннис Патуссас.
Учебный цикл включал в себя современную философию, риторику, филологию и логику.
Впоследствии в программу были включены теология и позже (1750) математика и география.
Школа Флангиниса выпустила в общей сложности 550 завершивших цикл учёбы выпускников за 214 лет своего существования (1665—1797 и 1823—1905).
Её выпускники имели право продолжить учёбу в университете Падуи, чтобы получить степень доктора.
Упадок школы начался после упразднения Венецианской республики (1797), и в конечном итоге школа была закрыта в 1905 году.

## Издания
Школа более всего упоминается в связи с изданием антологии прозы и поэзии под заголовком Цветы Благоговения (греч. Άνθη Ευλαβείας, 1708), которая была составлена учениками школы и включала эпиграммы на древнем греческом и латыни, Сапфические оды, итальянские сонеты, и, что более значительно, прозу и стихи на демотики (разговорном греческом). Как таковая антология является первым сохранившимся образцом демотической поэзии, после того как турками было прервано Критское Возрождение.
Другими работами, созданными преподавательским составом и учениками школы Флангиниса, были: "Знак признания Греции венецианскому сенату ", а также литературная энциклопедия Иоанниса Патусаса в четырёх томах, которая была ценным источником для греческих школ на оккупированных османами греческих землях.

## Известные преподаватели
- 1665 Каллиакис, Николаос из Крита.
- 1676 Антониос Прокакиантис
- 1677 Матфеос Типальдос
- 1685 Томас Катанис
- 1687 Николаос Пападопулос (не путать с Николаос Пападопулос Комненос[англ.])
- 1689 Илиас Миниатис (Илия Минятий)
- 1691 Стефанос Мосхос священник
- 1694 Александрос Коккинос
- 1694 Иоаннис Халкеус из Мосхополиса
- 1699 Скуфос, Франгискос
- 1703 Патусас, Иоаннис афинянин, автор Филологической Энциклопедии[13]
- 1711—1714 Апостолос Никос из Парамитья
- 1718 Катифорос, Антониос священник и поэт с острова Закинф
- 1723 Георгиос Патусас
- 1761 Антониос Мосхопулос с острова Кефалиния
- 1766 Агапиос Ловердос
- 1795/1803 Спиридон Волантис
- 1824—1827 Теодоритос Каридис
- 1827—1834 Кутлумасианос, Варфоломеос с острова Имврос
- 1834 — Велудис, Иоаннис с острова Тинос
- 1837—1850 Антимос Мазаракис

## Настоящее время
Школа располагалась на Площади греков (Campo dei Greci), возле Греческой православной церкви Святого Георгия.
Сегодня в здании школы Флангиниса располагается Греческий институт Византийских и пост-Византийских исследований (Венеция).